# Włodzimierz Wojciechowski (historyk)
Włodzimierz Stanisław Wojciechowski (ur. 11 sierpnia 1945 w Gdyni, zm. 22 marca 1993 w Kopenhadze) – polski historyk emigracyjny. 

## Życiorys
W 1970 ukończył Studium Nauczycielskie w Gdańsku. Następnie ukończył studia historyczne i pedagogiczne na Polskim Uniwersytecie na Obczyźnie, w 1985 – doktorat. W latach 1987–1993 docent historii najnowszej Polskiego Uniwersytetu na Obczyźnie. Autor prac poświęconych polskiej emigracji w Danii. Odznaczony Srebrnym Krzyżem Zasługi.